# Alibi (2008)
Alibi is een Nederlandse speelfilm uit 2008 geregisseerd door Johan Nijenhuis met in de hoofdrollen Achmed Akkabi en Georgina Verbaan.
Het scenario voor de film is gebaseerd op de Duitse tv-film Die Nacht, in der ganz ehrlich überhaupt niemand Sex hatte (2002). Alibi was zeer succesvol in de bioscopen, er kwamen 237.727 bezoekers en de opbrengt was ruim 1,7 miljoen euro (Bezoekersstatistieken Nederlandse Film Producenten).

## Verhaal
Alibi is een romantische multicultikomedie over de slimme en bijdehante Youssef. Het is een raamvertelling waarbij Youssef op het politiebureau verhoord wordt. Het grootste deel van de film bestaat uit flashbacks die laten zien wat Youssef de politie vertelt.
Youssef krijgt van Rick een baan bij zijn bloeiende bedrijf dat handelt in alibi's. Wie een smoes nodig heeft kan bij zijn kantoor een waterdicht alibi bestellen. Achterdochtige echtgenotes, vervelende schoonmoeders of veeleisende bazen worden dan vakkundig om de tuin geleid. Youssef, voor wie liegen een tweede natuur is, past prima in dit bedrijf, maar komt in conflict als hij verliefd wordt op Andrea, serveerster in een café. Youssef probeert Andrea te imponeren door haar de mooiste lucht die hij ooit heeft gezien te noemen. Dit mislukt, want Andrea is zelf vaak bedrogen en wil nooit meer iets beginnen met een man die iets te verbergen heeft. Youssef weet Andrea te inponeren mijn zijn uitspraak " Je bent de mooiste lucht, Andrea". Andrea voelt zich hierdoor gevleid. Rick overtuigt Youssef dat elke relatie af en toe gebaat is bij een leugentje om bestwil. Maar Andrea vindt dat in de ware liefde geen plaats is voor bedrog.
Youssef moet van Rick een alibi regelen voor Rick zelf, die vreemd wil gaan. Tot Youssefs ontzetting blijkt de vrouw Andrea te zijn. Als vergelding stemt hij in met het verzoek van Ricks vrouw om seks met haar te hebben, maar hij bedenkt zich. Het komt allemaal uit, maar later komt het weer goed tussen Rick en zijn vrouw. Youssef doet, met hulp van een collega die doet alsof hij Youssefs broer is, een poging om Andrea te laten geloven dat zij deze broer voor Youssef heeft aangezien. Hij breekt het echter af omdat het ook weer niet de waarheid is.

## Rolverdeling
- Achmed Akkabi – Youssef

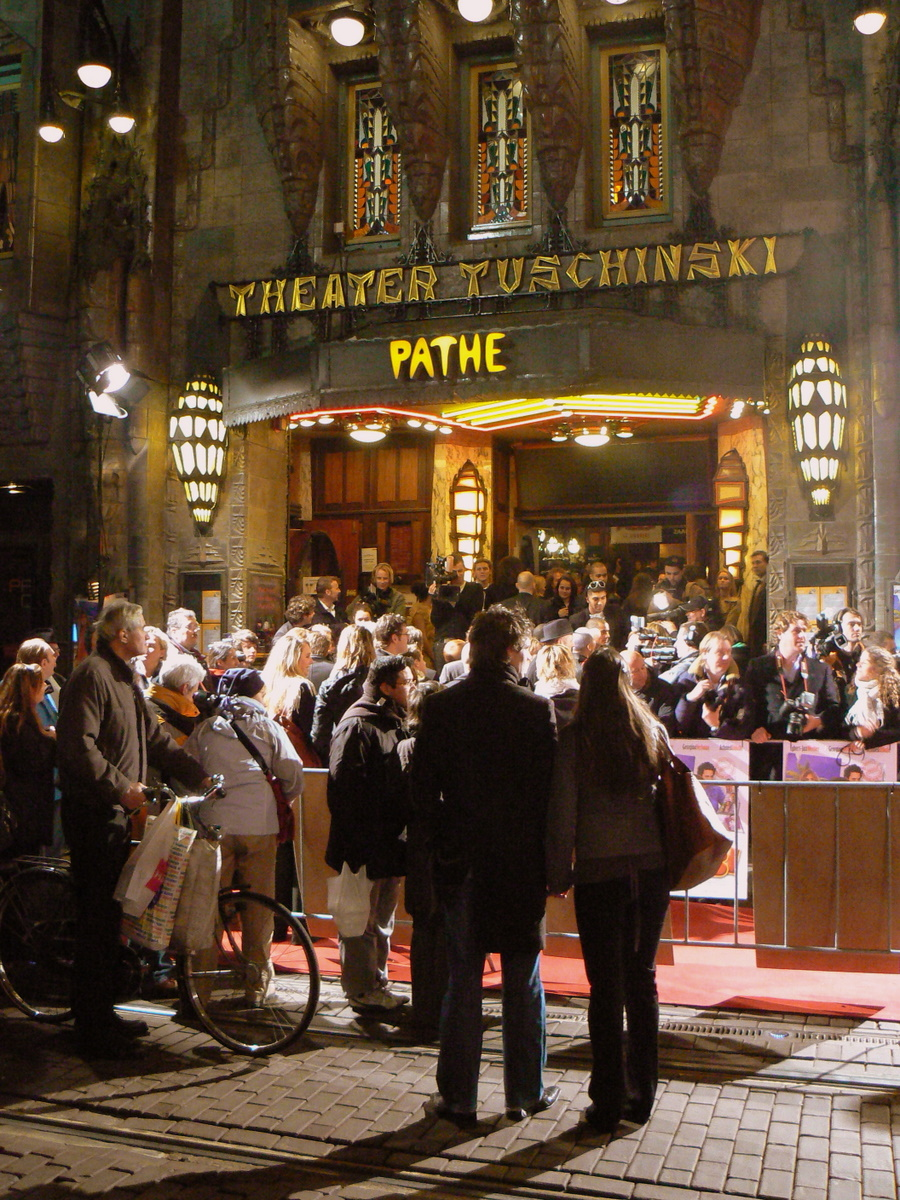
De prèmiere van Alibi, in Pathé Tuschinski op 14 februari 2008.

- Georgina Verbaan – Andrea (serveerster)
- Egbert-Jan Weeber – Sander (medewerker van alibibedrijf)
- Frederik Brom – Rick (directeur van alibibedrijf)
- Hugo Maerten – Ko (medewerker van alibibedrijf)
- Isa Hoes – Tanja (vrouw van Rick)
- Kees Boot – Fred (politieagent)
- Sophia Wezer – Marga (medewerker van alibibedrijf)
- Daphne de Winkel – Shirley
- Cees Geel – baas van Andrea en Shirley
- Sanne Vogel – Marjam (meisje dat Youssefs moeder aan Youssef probeert te koppelen)
- Ellen Pieters -Agente die Youssef ondervraagt
- Quintis Ristie -Agent op Politiebureau
- Amelie van de Klashorst -Prinses Amalia

## Prijzen en nominaties
- Gouden Film – 100.000 - Woensdag 27 februari 2008

## Achtergrond
- Deze film is voor een groot gedeelte opgenomen in Grand Hotel Huis ter Duin te Noordwijk aan Zee. Ook in Amsterdam is gefilmd. Het budget voor deze film was 1,8 miljoen euro.

## Muziek
The Partysquad heeft met Dio, Sef, Sjaak en Reverse heeft de titelsong, 'Stuk', geschreven.